# Richard Macy Noyes
Richard Macy Noyes (Champaign, 6 aprile 1919 – 25 novembre 1997) è stato un chimico e fisico statunitense.
Noyes insegnò chimica alla University of Oregon. Nel 1977 entrò a far parte dell'Accademia delle Scienze degli Stati Uniti e nel 1989 divenne membro della American Academy of Arts and Sciences.
Insieme con Richard J. Field e Endre Körös sviluppò nel 1972 un modello cinetico per l'interpretazione di reazioni oscillanti quali quella di Belousov-Zhabotinsky. Tale modello costituisce il meccanismo FKN, così nominato in onore dei suoi scopritori.
| Controllo di autorità | VIAF (EN) 2399149068612965730005 · LCCN (EN) n88027998 |